# Гуаякіль
Гуаякі́ль, або Сантья́го-де-Гуаякі́ль (ісп. Santiago de Guayaquil, МФА: [gwaʝaˈkil], кіч. Wayakil) — найбільше місто Еквадору та головний морський порт країни. Засноване 25 липня 1538 року іспанським конкістадором Франсіско де Орельяною.

## Географія
Гуаякіль розташовано в Прибережному регіоні країни,  приблизно за 250 км на південний захід від столиці країни Кіто на західному березі річки Гуаяс, що впадає в затоку Гуаякіль Тихого океану. Згідно з переписом 2010 року його населення становило 2 278 691 мешканців, а населення агломерації — 2 991 061. Гуаякіль є столицею еквадорської провінції Гуаяс та кантону Гуаякіль. Місто також є центром еквадорського рибальства та промисловості.

### Клімат
Гуаякіль знаходиться у зоні тропічних саван. Найтепліший місяць — березень з середньою температурою 27,8 °C (82 °F). Найхолодніший місяць — липень, з середньою температурою 25 °С (77 °F).
Клімат міста теплий та зазвичай сухий. Проте, протягом Ель-Ніньйо часті дощі в період з січня до квітня, у цей період часті повені, проте з травня до грудня та у роки відсутності Ель-Ніньйо дощі дуже рідкісні, переважно через вплив течії Гумбольта. Тумани, проте, часті протягом сухого періоду, у результаті ясні дні трапляються частіше протягом «вологого» сезону.
| Клімат Гуаякіля         | Клімат Гуаякіля | Клімат Гуаякіля | Клімат Гуаякіля | Клімат Гуаякіля | Клімат Гуаякіля | Клімат Гуаякіля | Клімат Гуаякіля | Клімат Гуаякіля | Клімат Гуаякіля | Клімат Гуаякіля | Клімат Гуаякіля | Клімат Гуаякіля | Клімат Гуаякіля |
| Показник                | Січ.            | Лют.            | Бер.            | Квіт.           | Трав.           | Черв.           | Лип.            | Серп.           | Вер.            | Жовт.           | Лист.           | Груд.           | Рік             |
| Абсолютний максимум, °C | 36              | 36              | 36              | 35              | 35              | 33              | 33              | 33              | 33              | 33              | 37              | 35              | 37              |
| Середній максимум, °C   | 31              | 30              | 31              | 31              | 30              | 29              | 28              | 28              | 30              | 29              | 30              | 31              | 30              |
| Середня температура, °C | 27              | 27              | 27              | 27              | 27              | 25              | 25              | 25              | 25              | 25              | 26              | 27              | 26              |
| Середній мінімум, °C    | 23              | 23              | 24              | 23              | 23              | 22              | 21              | 20              | 21              | 21              | 22              | 22              | 22              |
| Абсолютний мінімум, °C  | 21              | 20              | 18              | 22              | 20              | 15              | 17              | 15              | 16              | 17              | 17              | 20              | 15              |
| Норма опадів, мм        | 220             | 270             | 280             | 180             | 50              | 10              | 0               | 0               | 0               | 0               | 0               | 30              | 1080            |
| ----------------------- | --------------- | --------------- | --------------- | --------------- | --------------- | --------------- | --------------- | --------------- | --------------- | --------------- | --------------- | --------------- | --------------- |
| Джерело: Weatherbase    |                 |                 |                 |                 |                 |                 |                 |                 |                 |                 |                 |                 |                 |

## Історія
До прибуття іспанців територія сьогоднішнього Гуаякіля була важливим пунктом на торговому шляху між Андськими і мезоамериканською цивілізаціями. Кілька невеликих торгових міст, які перебували тут, вели війни один з одним за домінування в торгівлі, і одночасно протистояли експансії інків.

План міста, 1741 рік

Після успішного завоювання Перу, Пісарро вжив заходів щодо взяття під контроль територій на північ від колишньої імперії Інків. Спочатку ці спроби не були успішними через запеклий опір тубільців. Як вказує хроніст Сьєса де Леон: «І так, набравши іспанців, Себастьян де Белалькасар вийшов з Сант-Мігеля, де в той час перебували люди, які прибули на повторне завоювання Кіто. Увійшовши в провінцію, він спробував схилити індіанців до миру з іспанцями, щоб вони усвідомили собі, що повинні вважати правителем і своїм природним королем Його Величність. А так як індіанці вже знали про заселення християнами Сант-Мігеля, Портов'єхо, і самого Кіто, багато хто з них пішли на мир, проявляючи радість з приводу його приходу, і тому капітан Себастьян де Белалькасар в місці, яке йому здалося [найкращим], заснував місто, де пробув кілька днів, тому що він домовився повернутися в Кіто, залишивши алькальдом і капітаном якогось Дієго Даса [Diego Daza]. І коли він покинув провінцію, не багато часу пройшло, як індіанці почали розуміти настирливість іспанців, і їх моторошну жадібність, і запити їх, коли вони просили у них золото і срібло, і вродливих жінок». Але індіанці перебили нечисленних іспанців. «Як тільки про те, що трапилося дізнався губернатор Франсіско Пісарро (про що я тільки що розповідав), він направив капітана Саєру [Zaera], щоб той побудував-таки це селище. Він, знову вступивши в провінцію, маючи намір зробити розділ [майна, що перебувало на] складі [цих] селищ і касиків між іспанцями, які йшли з ним в тому завойовному [поході]; губернатор послав за ним з усією поспішністю, щоб він йшов зі своїми прихильниками на допомогу місту Королів (Ліма), тому що індіанці оточили його [місто Ліму] з декількох сторін. Отримавши цю новину і наказ губернатора, він знову взявся знімати з місця поселення нового міста. Через кілька днів за наказом самого аделантадо Франсіско Пісарро в провінцію знову повернувся капітан Франсіско де Орельяна з безліччю іспанців і коней, і в найкращому, і в найзручнішому місці поставив він місто Сантьяго-де-Гуаякіль, в ім'я його Величності, в 1536 році від нашого спасіння, у той час його губернатором і капітан-генералом в Перу був дон Франсіско Пісарро».
Завдяки вигідному розташуванню і наявності зручного порту місто досить успішно розвивалося, в 1600 році його населення становило близько 2 000 чоловік, в 1700 — близько 10 000. У 1687 році Гуаякіль був розграбований англійськими та французькими піратами, але швидко відновився. У 1709 році англійські пірати знову захопили місто і зажадали викуп за нього, але епідемія жовтої гарячки змусила їх поспіхом відплисти, так і не дочекавшись вже майже зібраного іспанцями викупу.
9 жовтня 1820 року група сепаратистські налаштованих впливових містян, за підтримки частин гарнізону що збунтувалися, роззброїла солдат і заарештувала іспанську колоніальну адміністрацію.
26 липня 1822 року в Гуаякілі Симон Болівар як представник півночі іспаномовної Південної Америки, зустрічався з Хосе де Сан-Мартіном як представником півдня, щоб обговорити з ним можливість спільних дій, а також політичне майбутнє і взаємини недавно утворених незалежних республік. Через різне бачення майбутнього незалежних колоній, генерали не змогли домовитися між собою.
У 1829 році місто протягом семи місяців перебувало під контролем перуанських військ.
22-24 вересня 1860 року в околицях міста відбулося вирішальна битва громадянської війни в Еквадорі між військами Габріеля Морено і Гільєрмо Франко, що закінчилося поразкою останнього.
У 1896 р значна частина міста постраждала від пожежі, найбільшої в історії міста.

## Населення та економіка

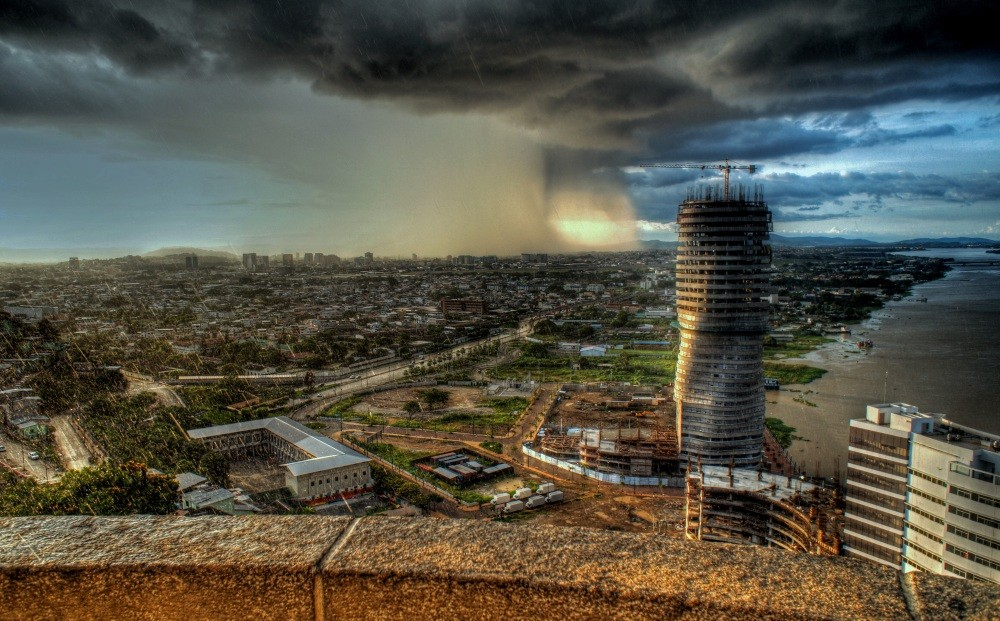
На Гуаякіль насувається буря (2012 рік)

За даними перепису населення 2010 року в місті проживало 2 291 158 осіб, в агломерації — понад 3 мільйони. Расовий склад населення:
- білі — 33,4 %
- метиси — 49,8 %
- негри — 10,9 %
- індіанці — 5,3 %

Гуаякіль є головним комерційним центром (близько 1/3 ВВП) і основним портом (понад 70 % морського вантажообігу) Еквадору. Провідними галузями економіки є торгівля, будівництво, логістика та рибальство. В околицях міста розташовано кілька підприємств з нафтопереробки.
В останні роки важливе значення набув туризм. Інтерес у гостей міста викликають добре збережений історичний центр з колоніальною архітектурою, набережна Малекон і репутація Гуаякіля як столиці еквадорської кухні.

## Транспорт
Місто обслуговується Міжнародним аеропортом імені Хосе Хоакіна де Ольмедо (IATA: GYE, ICAO: SEGU), з пасажирообігом близько 3,9 млн осіб на рік. Регулярні пасажирські рейси виконуються в Кіто, Ліму, Сантьяго, Буенос-Айрес, Сан-Сальвадор, Боготу, Калі, Маямі, Амстердам, Мадрид, Нью-Йорк та Панаму.
Громадський транспорт представлений трьома лініями автобусів-експресів «Metrovía», а також численними приватними маршрутками.

## Уродженці
- Марія Естер де Каповілья (1889—2006) — еквадорська довгожителька, одна із семи неоспорюваних довгожителів, що прожили понад 116 років
- Фредерік Ештон (1904—1988) — англійський балетмейстер
- Евхенія Вітері (* 1929) — еквадорська письменниця, антолог.

## Міста-побратими
- Барселона, Іспанія
- Богота, Колумбія
- Генуя, Італія
- Сантьяго, Чилі
- Г'юстон, Техас, США
- Шанхай, Китай